# 7756 Сайєнтіа
7756 Сайєнтіа (7756 Scientia) — астероїд головного поясу, відкритий 27 березня 1990 року.
Тіссеранів параметр щодо Юпітера — 3,140.